# Słoweńskie odznaczenia

## Słowenia
| Baretka                               | Nazwa polska                                                   | Nazwa słoweńska                                                |                                      |
| Odznaczenia państwowe (prezydenckie)  | Odznaczenia państwowe (prezydenckie)                           | Odznaczenia państwowe (prezydenckie)                           | Odznaczenia państwowe (prezydenckie) |
| ------------------------------------- | -------------------------------------------------------------- | -------------------------------------------------------------- | ------------------------------------ |
|                                       | Złoty Order Wolności Republiki Słowenii                        | Zlati častni znak svobode Republike Slovenije                  |                                      |
|                                       | Srebrny Order Wolności Republiki Słowenii                      | Srebrni častni znak svobode Republike Slovenije                |                                      |
|                                       | Order Wolności Republiki Słowenii                              | Častni znak svobode Republike Slovenije                        |                                      |
|                                       | Order za Wybitne Zasługi                                       | Red za izredne zasluge                                         |                                      |
|                                       | Złoty Order za Zasługi na polu cywilnym                        | Zlati red za zasluge na civilnem področju                      |                                      |
|                                       | Złoty Order za Zasługi na polu międzynarodowo dyplomatycznym   | Zlati red za zasluge na diplomatsko mednarodnem področju       |                                      |
|                                       | Złoty Order za Zasługi na polu wojskowym lub bezpieczeństwa    | Zlati red za zasluge na vojaškem oziroma varnostnem področju   |                                      |
|                                       | Srebrny Order za Zasługi na polu cywilnym                      | Srebrni red za zasluge na civilnem področju                    |                                      |
|                                       | Srebrny Order za Zasługi na polu międzynarodowo dyplomatycznym | Srebrni red za zasluge na diplomatsko mednarodnem področju     |                                      |
|                                       | Srebrny Order za Zasługi na polu wojskowym lub bezpieczeństwa  | Srebrni red za zasluge na vojaškem oziroma varnostnem področju |                                      |
|                                       | Order za Zasługi na polu cywilnym                              | Red za zasluge na civilnem področju                            |                                      |
|                                       | Order za Zasługi na polu międzynarodowo dyplomatycznym         | Red za zasluge na diplomatsko mednarodnem področju             |                                      |
|                                       | Order za Zasługi na polu wojskowym lub bezpieczeństwa          | Red za zasluge na vojaškem oziroma varnostnem področju         |                                      |
|                                       | Medal za Zasługi                                               | Medalja za zasluge                                             |                                      |
|                                       | Medal za Waleczność                                            | Medalja za hrabrost                                            |                                      |
|                                       | Medal za Honorowe Działanie                                    | Medalja za častna dejanja                                      |                                      |
| Odznaczenia wojskowe (resortowe)      |                                                                |                                                                |                                      |
| (w przygot.)                          | Odznaka Honorowa Wojenna                                       | Častni vojni znak                                              |                                      |
| (w przygot.)                          | Order Generała Maistera                                        | Red generala Maistra                                           |                                      |
| (w przygot.)                          | Order Armii Słoweńskiej                                        | Red Slovenske vojske                                           |                                      |
| (w przygot.)                          | Medal za Waleczność                                            | Medalja za hrabrost                                            |                                      |
| (w przygot.)                          | Medal za Rany                                                  | Medalja za ranjence                                            |                                      |
| (w przygot.)                          | Medal Generała Maistera                                        | Medalja generala Maistra                                       |                                      |
| (w przygot.)                          | Medal Generała Franca Rozmana Staneta                          | Medaljo generala Franca Rozmana Staneta                        |                                      |
| (w przygot.)                          | Medal Armii Słoweńskiej                                        | Medalja Slovenske vojske                                       |                                      |
| (w przygot.)                          | Medal Ministra Obrony                                          | Medalja ministra za obrambo                                    |                                      |
| (w przygot.)                          | Medal Szefa Sztabu Generalnego Armii Słoweńskiej               | Medalja načelnika Generalštaba Slovenske vojske                |                                      |
| (w przygot.)                          | Odznaka Służby Bezpieczeństwa i Wywiadu                        | znak Obveščevalno varnostne službe;                            |                                      |
| (w przygot.)                          | Medal za Zasługi                                               | Medalja za zasluge                                             |                                      |
| (w przygot.)                          | Medal za Osiągnięcia w Badaniach Naukowych                     | Medaljo za znanstveno-raziskovalne dosežke                     |                                      |
| (w przygot.)                          | Medal za Osiągnięcia Kulturalne w Promocji Armii Słoweńskiej   | Medalja za kulturne dosežke in promocijo Slovenske vojske      |                                      |
| (w przygot.)                          | Odznaka Słoweńskich Żołnierzy za Osiągnięte Sukcesy            | Priznanje vojaku Slovenske vojske za dosežene uspehe           |                                      |
| (w przygot.)                          | Odznaka Okolicznościowa                                        | Spominsko priznanje                                            |                                      |
| (w przygot.)                          | Medal W Służbie Pokoju                                         | Medalja v službi miru                                          |                                      |
| (w przygot.)                          | Odznaka za Osiągnięcia na Polu Sportu                          | Priznanje za delo na športnem področju;                        |                                      |
| (w przygot.)                          | Odznaka za Długoletnią Służbę                                  | Priznanje za dolgoletno službo;                                |                                      |
| (w przygot.)                          | Odznaka dla Dowództw, Jednostek i Instytucji Słoweńskiej Armii |                                                                |                                      |
| Odznaczenia wojskowe dla cudzoziemców |                                                                |                                                                |                                      |
|                                       | Medal za Współpracę Międzynarodową I stopnia                   | Medaljo za mednarodno sodelovanje I stopnje                    |                                      |
|                                       | Medal za Współpracę Międzynarodową II stopnia                  | Medaljo za mednarodno sodelovanje II stopnje                   |                                      |
|                                       | Medal za Współpracę Międzynarodową III stopnia                 | Medaljo za mednarodno sodelovanje III stopnje                  |                                      |
|                                       | Medal za Współpracę Międzynarodową IV stopnia                  | Medaljo za mednarodno sodelovanje IV stopnje                   |                                      |
|                                       | Medal za Współpracę Międzynarodową V stopnia                   | Medaljo za mednarodno sodelovanje V stopnje                    |                                      |